# College 11 (álbum)
College 11 es el álbum debut de la banda brasileña College 11, publicado el 17 de julio de 2012 por Walt Disney Records.

## Antecedentes
Los miembros Mayra Arduini y Bruno Martini se conocieron después de algunas competencias de bandas, donde ella fue la ganadora. Se reunieron para hablar y terminaron escribiendo cuatro canciones juntos. Después de grabar un CD demo, el padre de Martini lo entregó a un productor estadounidense que trabajó con Justin Bieber y Britney Spears e inmediatamente respondió que la banda tenía el estilo de Disney, antes de firmar un contrato con la empresa.

## Lista de canciones
1. Till the Morning Light
2. The Bet (con Bryan Gentry aka Bryan G)
3. It’s Only Love
4. Go!
5. Diamond Eyes
6. When Love Comes Around
7. Skirts and Ties
8. Fairy Tale
9. Say Yeah (con Bing Man & Zulu Mike)
10. Yes, I Do
11. Censored
12. Back to Wonderland

## Historial del lanzamiento
| País        | Fecha               | Formato          | Sello               |
| ----------- | ------------------- | ---------------- | ------------------- |
| Argentina   | 17 de julio de 2012 | Descarga digital | Walt Disney Records |
| Bolivia     | 17 de julio de 2012 | Descarga digital | Walt Disney Records |
| Brasil      | 17 de julio de 2012 | Descarga digital | Walt Disney Records |
| Chile       | 17 de julio de 2012 | Descarga digital | Walt Disney Records |
| Colombia    | 17 de julio de 2012 | Descarga digital | Walt Disney Records |
| El Salvador | 17 de julio de 2012 | Descarga digital | Walt Disney Records |
| Guatemala   | 17 de julio de 2012 | Descarga digital | Walt Disney Records |
| México      | 17 de julio de 2012 | Descarga digital | Walt Disney Records |
| Panamá      | 17 de julio de 2012 | Descarga digital | Walt Disney Records |
| Paraguay    | 17 de julio de 2012 | Descarga digital | Walt Disney Records |
| Perú        | 17 de julio de 2012 | Descarga digital | Walt Disney Records |
| Uruguay     | 17 de julio de 2012 | Descarga digital | Walt Disney Records |
| Venezuela   | 17 de julio de 2012 | Descarga digital | Walt Disney Records |
| Brasil      | 25 de julio de 2012 | CD               | Walt Disney Records |